# Julia Reichert
Julia Reichert (Bordentown, 6 giugno 1946 – Yellow Springs, 1º dicembre 2022) è stata una regista, produttrice cinematografica, attivista e documentarista statunitense, vincitrice dell'Oscar al miglior documentario nel 2020 con American Factory. La carriera cinematografica della Reichert abbraccia oltre 50 anni come regista e produttrice di documentari.
È stata candidata quattro volte agli Oscar, per: Union Maids (1977), Seeing Red: Stories of American Communists (1984), The Last Truck: Closing of a GM Plant (2010) e American Factory (2019, vincitore).
Vincitrice di due Primetime Emmy, nominata a due Peabody Award, uno dei suoi film "Growing Up Female" è stato scelto per la preservazione perpetua presso la biblioteca del Congresso dal National Film Registry.
Il suo impegno di attivista per i diritti della classe operaia e nel femminismo è stata riconosciuta con la onorificenza del Distinguished Service to Labor and Working-Class History from the Labor and Working-Class History Association (LAWCHA). Era professore emerito del dipartimento di teatro, danza e cinematografia presso la Wright State University, l'università pubblica dell'Ohio.
La sua opera è stata riconosciuta con il premio alla carriera del International Documentary Association, del Full Frame Documentary Film Festival e del Hot Docs Film Festival. Ha ricevuto il Chicken & Egg Pictures 'Breakthrough Prize'. Una sua retrospettiva curata dal Wexner Center for the Arts è stata presentata al MOMA di New York nel 2019, per poi diventare una mostra itinerante per tutti gli Stati Uniti.

## Biografia
Nata a Bordentown nel Jew Jersey, una dei quattro figli di Louis, macellaio, e Doroty, infermiera. Sviluppò fin dall'infanzia una passione per la fotografia.
Si diploma nel 1964 presso la Bordentown Regional High School. Si iscrive all'Antioch College di Yellow Springs nel 1964, che abbandonò momentaneamente per partecipare al movimento hippy della Summer of Love del 1967. Si laurea nel 1970 con una tesi sull'arte del documentario. Suo professore era il cineasta sperimentale David Brooks.

## Carriera

### 1968–1970: WYSO FM
Nel 1968 divenne partner nella vita sia privata che lavorativa di Jim Klein, collaborando alla radio studentesca WYSO FM. Qui fece esperienza nell'audio recording, nel montaggio, interviste e nella scrittura e sceneggiatura.
Nel 1969 creò e condusse sulla WYSO "The Single Girl", probabilmente la prima trasmissione femminista negli Stati Uniti, poi re-intitolata "Sisters, Brothers, Lovers, Listen", in quanto la Reichert riteneva il titolo in qualche modo discriminatorio.

### 1970–1972:Growing Up Female ela creazione di New Day Films
Fra il 1970 e il 1971 produsse e realizzò insieme a Jim Klein, Growing Up Female, cronache di socializzazione di sei donne di diverse fasce di età, creando uno dei primi esempi di film-documentario e "cinema verità". Fu anche il primo documentario realizzato sul moderno movimento femminista ed è stato selezionato nel 2011 dal Congresso statunitense per la preservazione perpetua dal National Film Registry.
Delusi per la scarsa distribuzione del film, Reichert e Klein decisero di fondare una propria casa di produzione e distribuzione. Durante un seminario del 1971 conobbero la cineasta Amalie R. Rothschild, che aveva anch'essa realizzato un film di interesse femminista, It Happens to Us, e la regista Liane Brandon, autrice di Anything You Want to Be, e altri pionieri di film e documentari incentrati sul movimento di liberazione delle donne. I quattro cineasti fondarono, in forma di cooperativa, la New Day Films, che ha celebrato il suo cinquantesimo anniversario e si avvale dell'opera di oltre 140 cineasti-soci che distribuiscono oltre 300 film.

### 1974–1984:Union MaidseSeeing Red: Stories of American Communists
La collaborazione fra Reichert e Klein continua con Methadone – An American Way of Dealing, del 1974, e con la collaborazione di Miles Mogulescu realizzarono Union Maids, ispirato dal libro Rank & File – Personal Histories By Working Class Organizers di Alice e Staughton Lynd, film di impegno civile basato sulla storia di tre operaie e sindacaliste, Kate Hyndman, Stella Nowicki e Sylvia Wood, e della classe operaia statunitense durante la grande depressione. Il film, uscito nel 1976, fu candidato per l'Oscar al miglior documentario nel 1978 e ottenne finalmente una buona distribuzione e attenzione della critica. Lo storico Howard Zinn ha definito Union Maids "Il miglior film sulla storia operaia e sindacale che abbia mai visto".
Seeing Red: Stories of American Communists fu prodotto e diretto fra la fine degli anni 1970 e l'inizio degli anni 1980, esordì nel 1983 ai festival dii Telluride e New York ed ebbe un discreto successo di distribuzione, ottenendo anch'esso la candidatura a miglior documentario agli Academy Awards del 1984. L'opera è stata restaurata sia per il mercato home video, sia per una nuova proiezione nelle sale statunitensi.

### 1985–1996: produzione di film di fiction, e ritorno al documentario
Dopo Seeing Red, Reichert scrisse, produsse e diresse il film indipendente Emma & Elvis (1992) e produsse The Dream Catcher (1999), diretto da Ed Radtke. Nel 1997 legò il suo percorso lavorativo con il suo nuovo compagno Steven Bognar, a partire dal film impegnato su un gruppo di cinque bambini malati di cancro presso l'ospedale pediatrico di Cincinnati e delle loro famiglie, A Lion in the House. Realizzato a partire dalle oltre 525 ore di girato realizzato in sei anni e co-prodotto da ITVS, Independent Television Service, è stato trasmesso come special in due serate dalla PBS. Rieditato nel 2006 dal produttore Sally Jo Fifer, il film fu presentato al Sundance Film Festival in concorso per il miglior documentario e Reichert vinse il Primetime Emmy 2007 per "l'eccezionale merito nella cinematografia non-fiction".

### 2008-2015:The Last Truck: Closing of a GM Plant
Nel giugno 2008, a seguito dell'annuncio da parte di General Motors della chiusura degli impianti di fabbricazione di camion e bus di Dayton in Ohio, la maggiore fonte di impiego per la comunità, Reichert e Bognar iniziarono la produzione di The Last Truck: Closing of a GM Plant, realizzato intervistando centinaia dei più di 3000 operai. La GM aveva proibito le riprese da parte dei cineasti all'interno della fabbrica, per cui le interviste furono realizzate all'ingresso o all'uscita dallo stabilimento e agli operai furono fornite alcune micro-telecamere nascoste per permettere la ripresa delle fasi di realizzazione degli ultimi veicoli. Il film, prodotto dalla HBO esordì nel 2009 al Telluride Film Festival e ottenne la nomination per il miglior corto documentario agli Oscar 2010.
Nel 2012 Reichert e Bognar produssero e firmarono la regia di Sparkle, che seguiva il lavoro della danzatrice Sheri 'Sparkle' Williams, del Dayton Contemporary Dance Company (DCDC) e su come gli infortuni in questo lavoro possano pregiudicare il prosieguo della carriera. Il film ha vinto il premio come miglior documentario AFI SilverDocs del New Orleans Film Festivals ed è stato trasmesso come serata speciale del programma Lifecaster sulla PBS.
Sempre nel 2012 Reichert torna alle sue origini, collaborando per due anni con WYSO 91.3 FM. Qui sviluppa un progetto multimediale basato sia su trasmissioni radiofoniche che su cortometraggi, siti web interattivi, mostre fotografiche e installazione, che, partendo dall'esperienza di Dayton, mostrano come i lavoratori siano stati costretti e capaci di reinventare e modificare le loro vite e professioni a causa delle crisi economiche. Il progetto ReInvention Stories (2012-14) è stato presentato nel settore "opere multimediali" del Tribeca Film Festival 2014.
Nel 2015 Reichert e Bognar collaborano con la Cincinnati Opera e la University of Cincinnati's College Conservatory of Music per la realizzazione del cortometraggio Making Morning Star, un dietro le quinte sulla creazione di una contemporanea "opera lirica americana" del compositore Ricky Ian Gordon e del librettista William M. Hoffman.

### 2015-2020:American Factory
Fra il 2014 e il 2015 girò voce, poi confermata, che gli impianti General Motors di Dayton, chiusi nel 2008, sarebbero stati rilevati e riaperti dalla azienda cinese Fuyao, dando nuova linfa e lavoro alla comunità locale, logorata dai precedenti licenziamenti. A Reichert e Bognar venne garantito l'accesso agli stabilimenti sia in Ohio che in Cina e la possibilità di contattare e intervistare i principali dirigenti. Il film American Factory fu realizzato fra il 2015 e il 2017, prodotto dal nipote Jeff Reichert e Julie Parker Benello per la Perticipant Media. Il montaggio fu completato da Lindsay Utz nel 2018, il compositore Chad Cannon realizzò la colonna sonora nel 2019. Il film finì però per denunciare, in modo anche tragicomico, gli squilibri e le divergenze fra il senso e il diritto del lavoro americano e quello cinese.
Fu presentato al Sundance Film Festival nel 2019, dove vinse i premi per la miglior regia e il miglior documentario. Sull'onda del successo nel tour di programmazione, il film è acquistato da Netflix e vince il premio Oscar al miglior documentario 2019.
A seguito della conquista dell'Oscar, una retrospettiva sulla figura di Julia Reichert, curata dal Wexner Center for the Arts, è stata presentata al MOMA di New York nel 2019, per poi diventare una mostra itinerante per tutti gli Stati Uniti.

### 2020-2021:9to5: The Story of a Movement e ultimi lavori durante la pandemia
Sempre occupati nella produzione, Reichert e Bognar realizzano il film 9to5: The Story of a Movement, sul movimento di attivisti che ispirò Jane Fonda per la produzione del film Dalle 9 alle 5... orario continuato. A causa della pandemia di COVID-19 il film non fu proiettato come previsto al South by Southwest Film Festival, ma dovette attendere l'AFI Docs di Mill Valley e il DOC NYC film festivals dell'anno seguente. Il film si sviluppa con interviste all'attrice e attivista Jane Fonda e a molti membri del movimento 9 to 5. È stato trasmesso dalla PBS nel 2021 ed ottiene una nomination ai Peabody Award nel 2022.
Durante la pandemia, Reichert e Bognar furono contattati da un loro vicino, l'attore Dave Chappelle, per filmare una serie di sketch a distanza e all'aperto da girare nella loro città di Yellow Springs.
Dopo una estate di riprese, con la presenza di partecipazioni straordinarie fra cui Jon Stewart, Tiffany Haddish, e Chris Rock, furono realizzati due film: 8:46, diffuso da Netflix nel 2020, e Dave Chappelle: Live in Real Life, che chiuse il Tribeca Film Festival del 2021, con un sold-out di circa 6.000 spettatori al Radio City Music Hall.

## Tematiche e impegno
In una intervista del 2019 alla WYSO con Neenah Ellis, Julia Reichert affermò che: "Tutti siamo influenzati dal periodo storico in cui cresciamo e, negli Stati Uniti degli anni 60, abbiamo vissuto il razzismo, il tentativo di dominare il mondo, l'imperialismo statunitense, enormi ingiustizie e disparità fra le classi sociali e ci siamo detti: questo sistema non funziona, dobbiamo cercare di cambiarlo. Ci abbiamo provato, in un senso in qualche modo rivoluzionario. Come potremmo vivere la vita che vorremmo? Come fare per realizzarla? Ciò soprattutto con particolare attenzione per il razzismo, le istanze sociali, il sessismo e il patriarcato. Questo non riguarda solo le istituzioni, ma il nostro privato, le nostre cucine e le camere da letto. Non riguarda come ci trattiamo l'uno con l'altro? Penso che allora ci fosse questo senso comune, molto stimolante, di volere e poter creare un mondo nuovo ".
L'opera della Reichert si concentra sulla vita della classe operaia e sulla condizione della donna. I suoi cinque film incentrati sul lavoro, Union Maids, Seeing Red, The Truck, American Factory e 9to5 - The Story of a Movement, rivolgono particolare attenzione alle differenze fra le classi sociali, alle disparità sessiste e alle discriminazioni basate sull'etnia, senza cercare un eroe individuale, ma concentrandosi sul senso della collettività e della solidarietà.
La sua drammaturgia si basa sulla tradizione della storia orale, unendo approfondite interviste con materiale d'archivio, o con realizzazioni che si ispirano al "cinema verità".
Nel discorso di accettazione agli Oscar 2020, Julia Reichert disse: "La classe operaia ha avuto vita dura e ancora più dura in questo periodo. Ma noi crediamo che le cose possano migliorare quando la classe operaia di tutto il mondo si unisce".

## Altre attività e insegnamento
Dopo avere terminato gli studi all'Antioch College, Reichert, Klein e altri giovani cineasti formarono un collettivo di attivisti a Dayton, chiamato "The Media House", che serviva anche come sede per istanze sociali da sottoporre alla comunità, oltre che alla realizzazione e ideazione di prodotti cinematografici nel progetto collettivo "Summer Lights."
Ha insegnato per 28 anni cinematografia presso il dipartimento teatro, danza e cinematografia della Wright State University di Dayton, università pubblica dell'Ohio, di cui divenne professore emerito. Tra i suoi allievi si annoverano cineasti di un certo successo fra i quali: Hannah Beachler, Karri O'Reilly, Nicole Reigel, Sherman Payne e Erik Bork. Ha tenuto corsi e seminari anche presso le università di Harvard e Yale.
Nel 2015 ha fondato Indie-Caucus, un gruppo di lavoro e discussione costituito da cineasti indipendenti, per spingere la PBS a finanziare e supportare nei suoi programmi di punta Independent Lens e P.O.V., il lavoro dei documentaristi indipendenti.
Julia Reichert è stata mentore e fonte di ispirazione per numerosissimi cineasti e documentaristi. In una intervista del 2022 su Filmaker Magazine, la regista Leilah Weinraub (autrice di Shakedown) ha dichiarato: "Aver lavorato, ventenne, per Reichert e Bognar, à stato un esempio e il loro lavoro una grande ispirazione".

## Vita privata
Reichert è stata sposata, fino al divorzio nel 1986, con Jim Klein, da cui ha avuto una figlia. Si è quindi risposata con Steven Bognar.
Nel 2006 le fu diagnosticato un linfoma non Hodgkin e nel 2018 un tumore alla vescica, a causa del quale è mancata il primo dicembre 2022 a Yellow Springs all'età di 76 anni.

## Filmografia
- Growing Up Female (1971)
- Methadone: An American Way of Dealing (1975, con James Klein)
- Union Maids (1976, with Klein)
- Seeing Red: Stories of American Communists (1983, con Klein)
- Emma and Elvis (1992)
- The Dream Catcher (1999, produttrice)
- A Lion in the House (2006, con Steven Bognar)
- The Last Truck: Closing of a GM Plant (2009, con Bognar)
- Sparkle (2012, con Bognar)
- Making Morning Star (2015, con Bognar)
- Made in USA - Una fabbrica in Ohio (American Factory) (2019, con Bognar) - Academy Award
- 9to5: The Story of a Movement (2020, con Bognar)
- 8:46 (2020, con Bognar)
- Dave Chappelle: Live in Real Life (2021, con Bognar)

## Premi e riconoscimenti (selezione)
- 1984: American Film Festival's Blue Ribbon Award for Documentary (per Seeing Red)
- 2007: Primetime Emmy for Exceptional Merit in Nonfiction Filmmaking (per A Lion in the House)
- 2011: National Film Registry preservation selection for Growing Up Female (1971)
- 2017: Chicken & Egg Pictures Breakthrough Prize
- 2018: International Documentary Association - Career Achievement Award
- 2019: Sundance Film Festival Directory Award for Documentary (per American Factory)
- 2019: Critics' Choice Documentary Award for Best Director (per American Factory)
- 2019: Gotham Independent Film Award for Best Documentary (per American Factory)
- 2019: Hot Docs Canadian International Documentary Festival - Outstanding Achievement Award
- 2019: DOC NYC - The Robert and Anne Drew Award for Documentary Excellence
- 2019: International Documentary Association - IDA Award for Best Director (per American Factory)
- 2020: Cinema Eye Honors Award for Outstanding Achievement in Nonfiction Feature Filmmaking (per American Factory)
- 2020: Director's Guild of America, USA award for Outstanding Directorial Achievement in Documentary (per American Factory)
- 2020: Film Independent Spirit Award for Best Documentary (per American Factory)
- 2020: Academy Award for Best Documentary Feature (per American Factory)
- 2020: Primetime Emmy for Outstanding Directing for a Documentary/Nonfiction Program (per American Factory)
- 2021: Labor and Working-Class History from the Labor and Working-Class History Association award for Distinguished Service to Labor and Working-Class History